# Steffen Søberg
Steffen Søberg, född 6 augusti 1993 i Oslo, är en norsk-amerikansk före detta professionell ishockeymålvakt.
Han har spelat för Manglerud Star och Vålerenga Ishockey under sin karriär.